# Bernard Richter
 (août 2022).
Si vous disposez d'ouvrages ou d'articles de référence ou si vous connaissez des sites web de qualité traitant du thème abordé ici, merci de compléter l'article en donnant les références utiles à sa vérifiabilité et en les liant à la section « Notes et références ».
Bernard Richter est un ténor suisse. Formé à l'école de l'Opéra-Studio à Bienne, finaliste au Concours international de Paris (2001), il est présent sur les scènes helvétiques (Bienne, Neuchâtel, Lucerne) et internationales (Leipzig, Dublin, Milan, Paris, Moscou). 

## Carrière
Bernard Richter commence ses études de chant lyrique à Neuchâtel avec Yves Senn. De 1996 à 1998, il est membre de l’Opéra Studio Suisse de Bienne. Il fait ses débuts professionnels à l’Opéra de Bienne, ainsi que sur les scènes de Neuchâtel et Lucerne. Finaliste du Concours international de Paris en 2001, il est engagé par l’Opéra de Leipzig durant une saison et y interprète notamment son premier Tamino dans La flûte enchantée. 
Il commence une carrière internationale en concert et oratorio et sur les scènes lyriques. Son répertoire est large, et il y interprète plus de 50 rôles : Don Ottavio (Don Giovanni), Rosillon (La Veuve joyeuse), Fenton (Les Joyeuses Commères de Windsor), Alfred (La chauve-souris), Almaviva (Le Barbier de Séville), Ernesto (Don Pasquale), Lindbergh (Le vol de Lindbergh), le Marquis de Châteauneuf (Tsar und Zimmermann), Regista (Un Re in ascolto de Berio), le Baron Kronthal (Der Wildschütz), le jeune batelier (Tristan und Isolde), Walther von der Vogelweide (Tannhäuser). 
En concert, il interprète notamment Francesco (Benvenuto Cellini) au Gewandhaus de Leipzig sous la direction de Fabio Luisi. Il est également Ferrando (Cosi Fan Tutte) à l’Opéra de Bâle puis Tamino (La flûte enchantée) à l’Opéra de Dublin. Il débute en Autriche dans le cadre du prestigieux Haydn Festival à Eisenstadt où il interprète le Comte Errico (La Vera Costanza) sous la direction d’Adam Fischer, puis il reprend Tamino à l’Opéra de Klagenfurt. Il fait ses débuts parisiens en 2004 au Théâtre du Châtelet dans les rôles de Pâris (La belle Hélène) puis Fritz (La grande duchesse) sous la direction de Marc Minkowski et mis en scène de Laurent Pelly.
En 2005, le Festival de Salzbourg l’engage pour chanter Guidobaldo dans Die Gezeichneten de Franz Schreker sous la direction de Kent Nagano et une mise en scène de Nikolaus Lehnhoff. Il effectue une tournée de concerts à Salzbourg et en Espagne avec les musiciens du Louvre et Marc Minkowski dans le rôle-titre d'Acis (Acis et Galatée). Il endosse le rôle-titre de Lucio Silla (Lucio Silla) pour ses débuts avec l’Opéra de Zürich. En 2006, il chante dans la Messe du couronnement à Bologne sous la direction de Sir Neville Marriner puis fait ses débuts à l’Opéra de Paris au Palais Garnier dans le rôle de Thespis (Platée). Il chante sous la direction de Nikolaus Harnoncourt au Styriarte Festival de Graz dans les Scènes de Faust, interprétant Ariel et Pater Estaticus, puis il est Hylas à l’Opéra Bastille de Paris dans Les Troyens mis en scène par Wernicke et dirigé par Sylvain Cambreling. Durant la saison 2007-2008, on a pu l’entendre au Théâtre de Fribourg dans le rôle-titre de Idoménée, à Neuchâtel et Vevey dans Faust (Mefistofeles), Brighella (Ariane à Naxos) au Grand Théâtre de Genève sous la direction de Jeffrey Tate, puis Clotarco (Armida) au Festival de Salzbourg sous la direction d’Ivor Bolton. En 2020, il est engagé par Milo Rau pour La Clemenza di Tito, de Mozart.

## Rôles
- 2020. La Clemenza di Tito, de Wolfgang Amadeus Mozart -- Mise en scène : Milo Rau
- 2018. Szenen aus Goethes Faust, de Robert Schumann
- 2018. L'Enfance du Christ, de Hector Berlioz
- 2018. Soleils mouillés, de Robert Schumann
- 2017. Ascanio, de Camille Saint-Saëns
- 2016. Manon, de Jules Massenet -- Mise en scène : Olivier Py
- 2015. Pelléas et Mélisande, de Claude Debussy -- Mise en scène : Christophe Honoré
- 2015. Fierrabras, de Franz Schubert
- 2015. Les Troyens à Carthage, de Hector Berlioz
- 2015. Der Fliegende Holländer, de Richard Wagner (rôle: Georg [=Erik]). Wien (Theater an der Wien)
- 2014. L'Enlèvement au sérail, de Wolfgang Amadeus Mozart -- Mise en scène : Zabou Breitman
- 2014. Castor et Pollux, de Jean-Philippe Rameau
- 2014. La Clémence de Titus, de Wolfgang Amadeus Mozart -- Mise en scène : John Fulljames
- 2013. Hamlet, de Ambroise Thomas -- Mise en scène : Olivier Py
- 2013. L'Or du Rhin, de Richard Wagner -- Mise en scène : Günter Krämer
- 2012. Così fan tutte, de Wolfgang Amadeus Mozart -- Mise en scène : Éric Génovèse
- 2012. Orphée aux enfers, de Jacques Offenbach -- Mise en scène : Claire Servais
- 2012. Don Giovanni, de Wolfgang Amadeus Mozart -- Mise en scène : Michael Haneke
- 2011. Atys, de Jean Baptiste Lully (rôle : Atys). Paris (Opéra Comique) -- Mise en scène : Jean-Marie Villégier
- 2011. Dardanus, de Jean-Philippe Rameau
- 2010. Die lustige Witwe, de Franz Lehár -- Mise en scène : Christof Loy
- 2010. Le Vaisseau fantôme, de Richard Wagner -- Mise en scène : Willy Decker
- 2008 Tristan und Isolde, de Richard Wagner (rôles: un berger, un jeune marin). Paris (Opéra Bastille) -- Mise en scène: Peter Sellars
- 2008 Lucio Silla, de W. A. Mozart. Fribourg, Allemagne -- Mise en scène: Ludger Engels
- 2008 Mitridate, re di Ponto, de W. A. Mozart (rôle: Mitridate). Freiburg, Allemagne -- Mise en scène: Ludger Engels
- 2008 Zampa (ou La fiancée de marbre), de Ferdinand Hérold (rôle: Alphonse de Monza). Paris (Opéra comique) -- Direction musicale : William Christie & J. Cohen; mise en scène: Jérôme Deschamps & Macha Makeïeff[2]
- 2007 Mefistofele, d’Arrigo Boito. Neuchâtel, Suisse (Théâtre du passage) -- Mise en scène: Robert Bouvier
- 2007 Orlando Paladino de Joseph Haydn (rôle: Medoro). Vienne (Théâtre) -- Direction musicale: N. Harnoncourt; mise en scène: Keith Warner
- 2007 Armide (rôle: Clotarco). Salzburg (Fest) -- Direction musicale: Ivor Bolton; mise en scène: Christof Loy[3]
- 2007 Ariane à Naxos, de Richard Strauss (rôle: Brighella). Genève (Opéra) -- Direction musicale: Jeffrey Tate; mise en scène: Christof Loy
- 2006-2007 Idomeneo, re di Creta, de Mozart (rôle : Idoménée). Freiburg -- Direction musicale: Sébastien Rouland; mise en scène : Ludger Engels
- 2006 Les Troyens d'Hector Berlioz (rôles : Helenus et Hylas). Paris (Opéra de la Bastille) -- Direction musicale: Sylvain Cambreling; mise en scène: Herbert Wernicke
- 2006 Platée, de Jean-Philippe Rameau (rôle: Thespis). Paris: Palais Garnier. Mise en scène: Laurent Pelly
- 2005 Die Gezeichneten (Les stigmatisés), de Franz Schreker  (rôle: Guidobaldo). Salzburg Opera. Direction musicale: Nikolaus Lehnhoff.

## Discographie
- 2018. Ascanio, de Camille Saint-Saëns (dir. : Guillaume Tourniaire, CD, B Records)
- 2016. Dardanus, de Jean-Philippe Rameau (dir. : Raphaël Pichon, 2 CD, Alpha Classics)
- 2013. Der Fliegende Holländer (Le vaisseau-fantôme), de Richard Wagner (dir. : Marc Minkowski, Les musiciens du Louvre Grenoble, 4 CD, Naïve)
- 2012. Les grandes eaux musicales de Versailles (CD, Alpha Productions)
- 2009. Music for the Prix de Rome, de Claude Debussy (CD, Glossa)
- 2007. Mefistofele, d’Arrigo Boito. Neuchâtel, Suisse (Théâtre du passage). DVD.
- 2005. Die Gezeichneten (Les stigmatisés), de Franz Schreker. Salzburg Opera. DVD, 145 minutes

## Vidéographie
- 2021. La Passione, de Jean-Sébastien Bach, de Jules Massenet -- Direction : Kent Nagano, mise en scène :  Romeo Castellucci
- 2020. Manon, de Jules Massenet -- Mise en scène : Olivier Py
- 2018. Elias, op. 70, de Mendelssohn  80e concerts des Rameaux -- Direction : Olivier Pianaro, Théâtre de La Chaux-de-Fonds